# Hylocryptus
Hylocryptus és un gènere obsolet d'ocells de la família dels furnàrids (Furnariidae).

## Taxonomia
Segons la Classificació del Congrés Ornitològic Internacional (versió 2.5, 2010) aquest gènere està format per dues espècies:
- Hylocryptus erythrocephalus
- Hylocryptus rectirostris

Estudis genètics posteriors van propiciar la inclusió al gènere Clibanornis.